# Trunkierende Mutation
Als trunkierende Mutation (englisch truncating mutation) wird eine Genmutation in einem für ein Protein codierenden Genomabschnitt bezeichnet, in deren Folge ein verkürztes (trunkiertes) Genprodukt entsteht.
Dies kann bei einer sogenannten nonsense-Mutation der Fall sein, die als Punktmutation eines Nukleotids ein sense-Codon in ein Stopcodon veränderte, weshalb die Translation der codierenden Sequenz vorzeitig beendet wird und ein gestutztes Protein entsteht. Auch durch eine Leserastermutation, bei der wegen des verschobenen Leserasters die codierende Sequenz nun in anderen Basentripletts abgelesen wird, kann in der Folge veränderter Codons vorzeitig ein Stopcodon dargestellt werden; das danach gebildete verstümmelte Protein ist zudem meist in Teilen seiner Aminosäurensequenz verändert. Mutationen, die beim Spleißen zum Auslassen eines Exons in der mRNA führen, resultieren ebenfalls in verkürzten Proteinen.
Die Auswirkungen einer trunkierenden Mutation für die Zelle können sehr unterschiedlich sein. Wenn das verstümmelte Protein funktionslos ist oder sehr instabil, ist die Mutation von einer Haploinsuffizienz nicht zu unterscheiden. Zu diesem Phänotyp kann auch der Abbau durch nonsense-mediated mRNA decay beitragen, der die Entstehung veränderter Proteine unterdrückt. Dieser Mechanismus schützt die Zelle vor schädlichen Auswirkungen trunkierter Proteine.
Trunkierte Proteine können (neomorph) aber auch neue  Wirkungen zeigen, und  dominant negative Auswirkungen haben, die Krankheiten auslösen. Dominant negative Effekte findet man bei Proteinen, die dimerisieren oder multimerisieren, wie z. B. dem Tumorsuppressor P53. Im Falle von P53 kann ein mutiertes Allel, das für ein trunkiertes Molekül codiert, Tumoren auslösen. Ein anderer pathogener Mechanismus geht von fehlgeleiteten trunkierten Proteinen aus, bei denen für die zelluläre Lokalisation erforderliche Signalsequenzen fehlen. Ein Beispiel hierfür ist ein trunkiertes Neuroligin 4, dem eine Rolle bei der Störung der neuronalen Entwicklung zugesprochen wird.